# Kelemen Sándor (katona)
Kelemen Sándor (angolul: Alexander Kelemen) (?? – Rock Island, Illinois, 1863.) emigráns magyar, amerikai szabadságharcos, az amerikai polgárháború hősi halottja.

## Élete
Török földön volt száműzetésben Kossuth Lajos környezetében, Kiutahiában Gyurmán Adolfnál volt amolyan mindenes. 1851 júniusában érkezett 71 száműzött társával a iowai Davenportba. Napszámos munkával kereste meg kenyerét, főleg Fejérváry Miklós farmján dolgozott. Részt vett az amerikai polgárháborúban az északiak oldalán, alig három hónapos harc után halálosan megsebesült, az illinois-i Rock Islandben belehalt sérüléseibe, ott is temették el amerikai földbe.